# Thoodzata comes
Thoodzata comes är en insektsart som beskrevs av Jacobi 1921. Thoodzata comes ingår i släktet Thoodzata och familjen spottstritar. Inga underarter finns listade i Catalogue of Life.